# Hélio Nishimoto
Hélio Nishimoto, (Presidente Prudente, 10 de agosto de 1964), é um político brasileiro, filiado ao MDB.
Em 2010, foi eleito deputado estadual para a 17ª legislatura (2011-2015).